# Castillo de Morón de la Frontera
El castillo de Morón de la Frontera es una fortificación situada en el casco urbano de la localidad sevillana de Morón de la Frontera, España. Sus restos cuentan con la protección de la Declaración genérica del Decreto de 22 de abril de 1949, y la Ley 16/1985 sobre el Patrimonio Histórico Español.

## Descripción
Tiene comunicación a través de varios caminos. El más importante, situado en la ladera sur, arranca en la escuela El Castillo y finaliza en la Torre del Homenaje, describiendo un recorrido serpenteante.
El origen del castillo se sitúa en los siglos XI y XII, con reformas importantes a principios del siglo XVI. En esta última fecha, coincidiendo con la posesión del recinto por parte de los Téllez-Girón, condes de Ureña, se procede a una fuerte reorganización que tiene como exponente más significativo la construcción de la torre del Homenaje. En este caso, se trata de una monumental obra de sillares que, en origen, se ideó realizarla con un foso perimetral y elevada en tres cuerpos, pero quedó inconclusa en el segundo y en gran parte del foso.
El perímetro murado recorre una superficie ovalada de 200 metros de largo por 100 de ancho, encontrándose en un estado de ruina importante. Se conserva toda la mitad norte, estando jalonada por una sucesión de torres; mientras que al sur afloran parcialmente algunos restos de cimentaciones. Los lienzos de muralla se encuentran descolgados de los actuales niveles de suelo, y, en los puntos en que se conservan las caras exteriores, muestra una fábrica de mampuestos calizos. Las torres son de planta rectangular, a excepción de dos situadas en el extremo oeste y en el flanco nordeste. Emplean el mampuesto calizo y el sillar de arenisca, aunque restringido éste a las esquinas. El ladrillo es poco empleado, destinándose sobre todo al interior y a verdugadas decorativas en el exterior. Se levantan sobre un potente basamento escalonado que emerge desde los afloramientos rocosos, y sitúan la cámara de guardia a la altura del paseo de guardia de la muralla. La azotea almenada remataría en origen la coronación de la cámara. Únicamente en el caso de la torre situada en el extremo oeste se realiza una cámara en planta baja, y ello es así por cuanto en ésta se localiza la denominada Puerta del Poniente, recuperada en recientes excavaciones arqueológicas. Se trata de una puerta en recodo único de entrada desde el flanco norte.
Otras puertas de acceso al castillo aparecen en la zona sur y este. A ellas habría que sumar otra más, destruida al construirse el depósito de aguas y situada nuevamente en el flanco sur, la cual se coronaría con arco de medio punto y se protegería con un torreón de base semicircular. En el caso de las puertas conservadas, la primera de ellas aparece a nivel de cimiento, siendo de acceso directo y pudiendo estar asociada a torres de flanqueo, pero debido al grado de destrucción de la zona, no hay evidencias de ello. Con respecto a la Puerta Este, el acceso también es directo, realizado a través de un pasillo con bóveda de cañón que arranca desde un arco de medio punto con dovelas de ladrillo y jambas de piedra.

## Historia
Sobre una colina de 300 metros de cota, situada en el mismo centro del pueblo, se alzan las ruinas de un castillo medieval, de corte gótico, con su torre del homenaje del siglo XVI. La fortaleza tiene su origen en Roma y presenta una arquitectura de fuerte influencia árabe de los siglos VIII a mediados del XIII, fecha en que llegó a convertirse en sede de un reino de Taifa. Fue de la encomienda de la Orden de Alcántara y los Duques de Osuna posteriormente hicieron en él su residencia palaciega. Su ubicación estratégica atiende al objetivo de dominio de la campiña hasta el Alcor, por un lado, y la sierra sur hacia el reino de Granada, por otro. El origen del castillo se sitúa en los siglos XI y XII, con reformas importantes a principios del siglo XVI.
Desde mediados del siglo XVI y hasta la ocupación francesa del siglo XIX, el conjunto sufre un proceso de ruina. El asentamiento de las tropas napoleónicas provocó obras de refuerzo y readaptación importantes, pero a la salida de las mismas en 1812 volaron el castillo, destruyéndose cinco torres y lienzos de muralla. Luego se extrajeron piedras del castillo para el empedrado de las calles y, en el siglo XX, se demolieron varios lienzos de muralla y tres torres.
A partir del siglo XIX se asentaron familias modestas en la ladera este (los castilleros). En 1962 se construyó un depósito de agua en el centro del cerro. 
En 1973 la fortaleza fue cedida al ayuntamiento. Desde 1989, algunos proyectos municipales han tenido como objetivo la consolidación arquitectónica y la investigación arqueológica.